# Bascons
Bascons est une commune du Sud-Ouest de la France, située dans le département des Landes (région Nouvelle-Aquitaine).

## Géographie

### Localisation
Commune de l'aire d'attraction de Mont-de-Marsan située dans le pays de Marsan au sud est de Mont-de-Marsan

### Communes limitrophes
Les communes limitrophes sont  Artassenx, Bretagne-de-Marsan, Grenade-sur-l'Adour, Laglorieuse, Maurrin, Mazerolles et Saint-Maurice-sur-Adour.
| Mazerolles              | Laglorieuse         | Artassenx |
| Bretagne-de-Marsan      | Bascons             | Maurrin   |
| Saint-Maurice-sur-Adour | Grenade-sur-l'Adour |           |

### Hydrographie
Situé dans le bassin versant de l'Adour, le territoire de la commune est traversé par le ruisseau de Saint-Jean, un affluent droit de l'Adour, et par le ruisseau des Marians.

### Climat
Pour des articles plus généraux, voir Climat de la Nouvelle-Aquitaine et Climat des Landes.
Historiquement, la commune est exposée à un climat océanique aquitain.  
En 2020, Météo-France publie une typologie des climats de la France métropolitaine dans laquelle la commune est exposée à un climat océanique et est dans la région climatique  Aquitaine, Gascogne, caractérisée par une pluviométrie abondante au printemps, modérée en automne, un faible ensoleillement au printemps, un été chaud (19,5 °C), des vents faibles, des brouillards fréquents en automne et en hiver et des orages fréquents en été (15 à 20 jours).
Pour la période 1971-2000, la température annuelle moyenne est de 12,9 °C, avec une amplitude thermique annuelle de 14,4 °C. Le cumul annuel moyen de précipitations est de 1 019 mm, avec 11,8 jours de précipitations en janvier et 7,4 jours en juillet. Pour la période 1991-2020, la température moyenne annuelle observée sur la station météorologique la plus proche, située sur la commune de Grenade-sur-l'Adour à 5 km à vol d'oiseau, est de 14,1 °C et le cumul annuel moyen de précipitations est de 1 009,5 mm,. Pour l'avenir, les paramètres climatiques de la commune estimés pour 2050 selon différents scénarios d’émission de gaz à effet de serre sont consultables sur un site dédié publié par Météo-France en novembre 2022.

### Patrimoine environnemental
La commune a aménagé un site d'observation de la faune (colverts, hérons, grèbes, aigrettes, milans noirs) et la flore (arborescente, arbustive et herbacée) de 50 ha, Avifaune. Son lac collinaire, alimenté par le ruisseau des Longs (ou ruisseau de Saint-Jean), est ceinturé d'une végétation fournie et protégée.

## Urbanisme

### Typologie
Au 1er janvier 2024, Bascons est catégorisée commune rurale à habitat dispersé, selon la nouvelle grille communale de densité à sept niveaux définie par l'Insee en 2022.
Elle est située hors unité urbaine. Par ailleurs la commune fait partie de l'aire d'attraction de Mont-de-Marsan, dont elle est une commune de la couronne,. Cette aire, qui regroupe 101 communes, est catégorisée dans les aires de 50 000 à moins de 200 000 habitants,.

### Occupation des sols

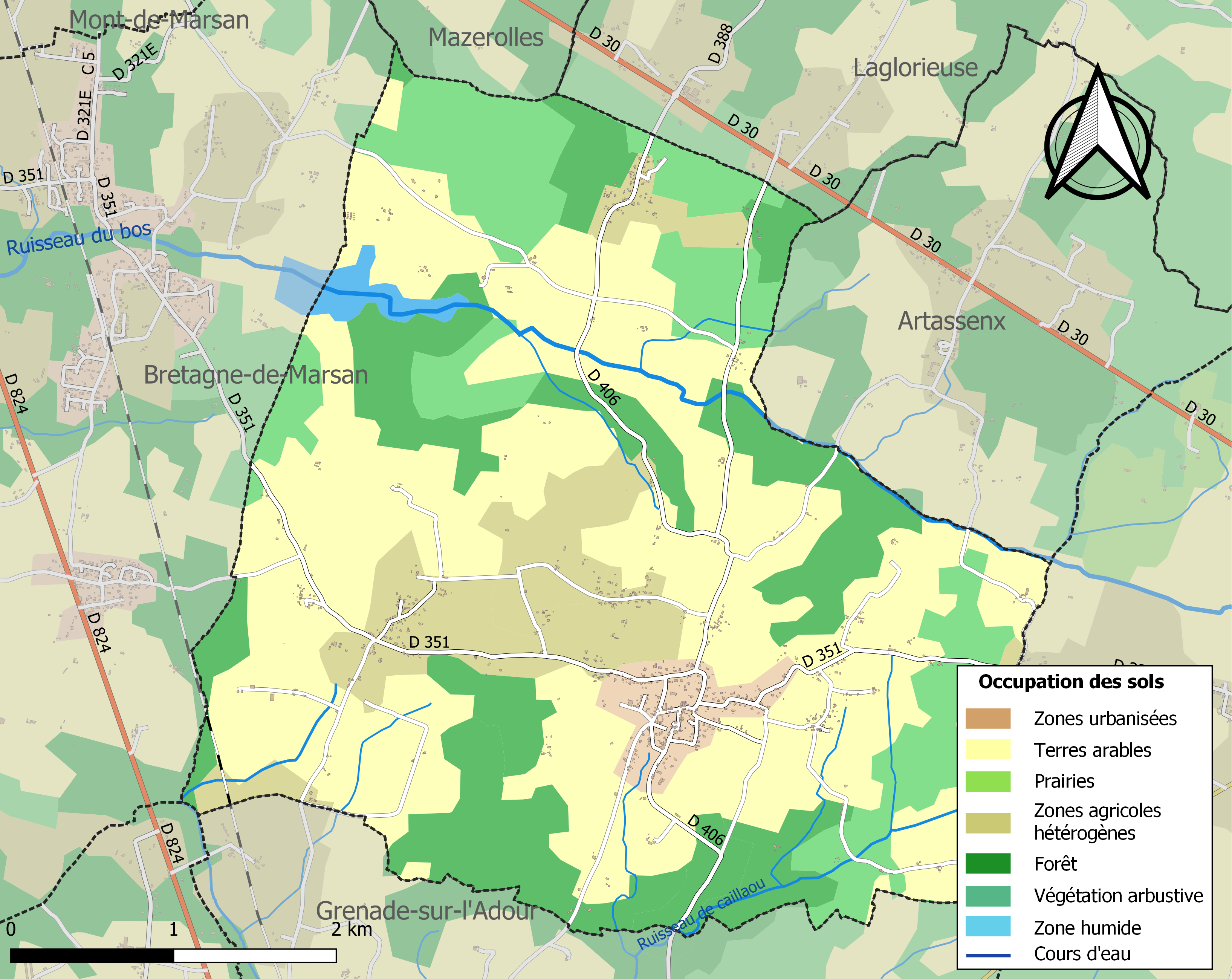
Carte des infrastructures et de l'occupation des sols de la commune en 2018 (CLC).

L'occupation des sols de la commune, telle qu'elle ressort de la base de données européenne d’occupation biophysique des sols Corine Land Cover (CLC), est marquée par l'importance des territoires agricoles (60,8 % en 2018), une proportion sensiblement équivalente à celle de 1990 (60,4 %). La répartition détaillée en 2018 est la suivante : terres arables (49,5 %), forêts (20 %), milieux à végétation arbustive et/ou herbacée (15,5 %), zones agricoles hétérogènes (11,2 %), zones urbanisées (2,8 %), eaux continentales (1 %). L'évolution de l’occupation des sols de la commune et de ses infrastructures peut être observée sur les différentes représentations cartographiques du territoire : la carte de Cassini (XVIIIe siècle), la carte d'état-major (1820-1866) et les cartes ou photos aériennes de l'IGN pour la période actuelle (1950 à aujourd'hui).

### Risques majeurs
Le territoire de la commune de Bascons est vulnérable à différents aléas naturels : météorologiques (tempête, orage, neige, grand froid, canicule ou sécheresse), feux de forêts, mouvements de terrains et séisme (sismicité faible). Il est également exposé à un risque technologique, le transport de matières dangereuses. Un site publié par le BRGM permet d'évaluer simplement et rapidement les risques d'un bien localisé soit par son adresse soit par le numéro de sa parcelle.

#### Risques naturels
Bascons est exposée au risque de feu de forêt. Depuis le 20 avril 2016, les départements de la Gironde, des Landes et de Lot-et-Garonne disposent d’un règlement interdépartemental de protection de la forêt contre les incendies. Ce règlement vise à mieux prévenir les incendies de forêt, à faciliter les interventions des services et à limiter les conséquences, que ce soit par le débroussaillement, la limitation de l’apport du feu ou la réglementation des activités en forêt. Il définit en particulier cinq niveaux de vigilance croissants auxquels sont associés différentes mesures,.
Les mouvements de terrains susceptibles de se produire sur la commune sont des tassements différentiels.

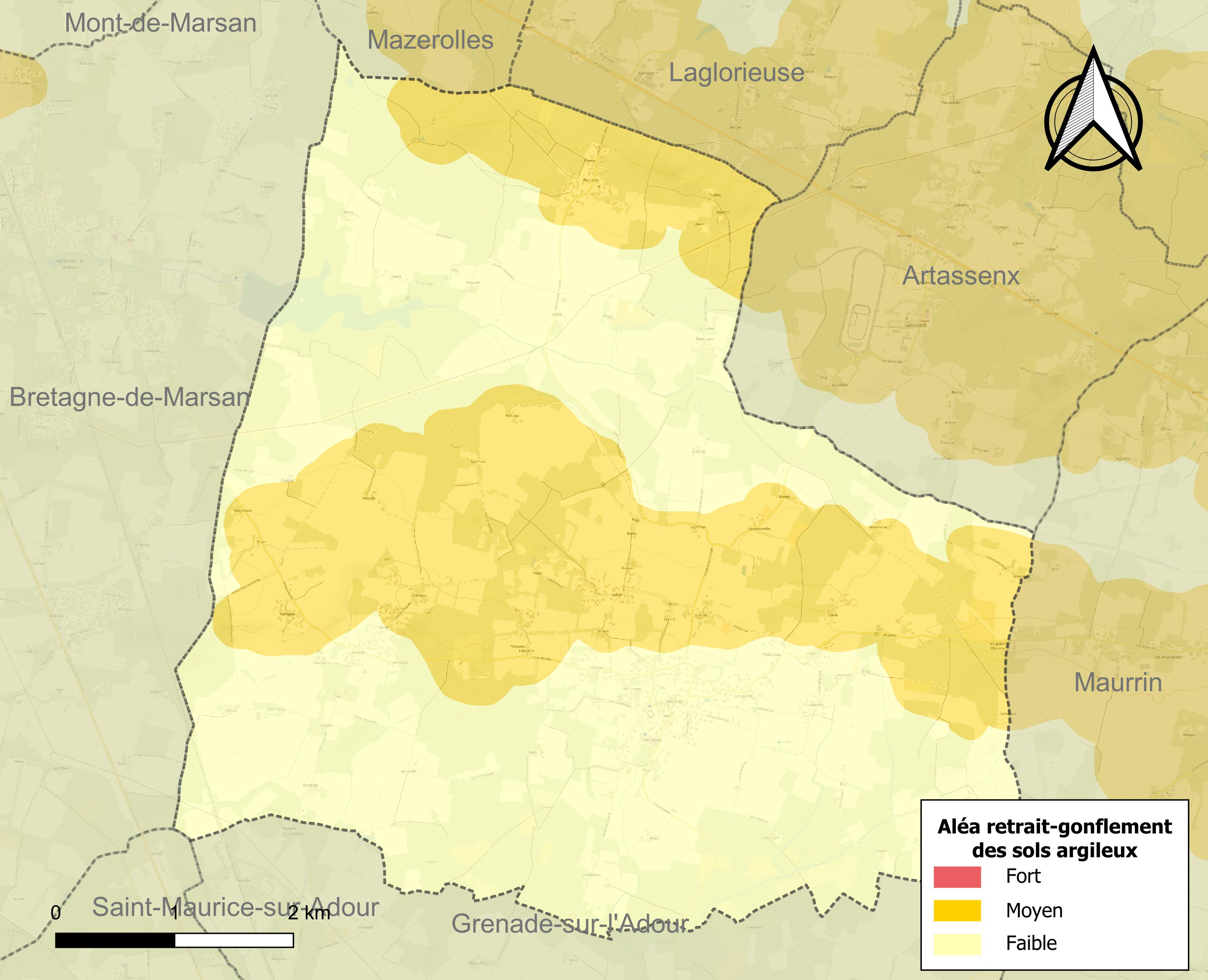
Carte des zones d'aléa retrait-gonflement des sols argileux de Bascons.

Le retrait-gonflement des sols argileux est susceptible d'engendrer des dommages importants aux bâtiments en cas d’alternance de périodes de sécheresse et de pluie. 37,4 % de la superficie communale est en aléa moyen ou fort (19,2 % au niveau départemental et 48,5 % au niveau national). Sur les 393 bâtiments dénombrés sur la commune en 2019, 134 sont en aléa moyen ou fort, soit 34 %, à comparer aux 17 % au niveau départemental et 54 % au niveau national. Une cartographie de l'exposition du territoire national au retrait gonflement des sols argileux est disponible sur le site du BRGM,.
La commune a été reconnue en état de catastrophe naturelle au titre des dommages causés par les inondations et coulées de boue survenues en 1999, 2009 et 2018 et par des mouvements de terrain en 1999

#### Risques technologiques
Le risque de transport de matières dangereuses sur la commune est lié à sa traversée par une ou des infrastructures routières ou ferroviaires importantes ou la présence d'une canalisation de transport d'hydrocarbures. Un accident se produisant sur de telles infrastructures est susceptible d’avoir des effets graves sur les biens, les personnes ou l'environnement, selon la nature du matériau transporté. Des dispositions d’urbanisme peuvent être préconisées en conséquence.

## Histoire
Les Vascons s'installent en Aquitaine au VIe siècle. C'est à eux que le village de Bascons doit vraisemblablement son nom. Selon la légende, saint Amand, évangélisateur mérovingien, réalise vers 670 des miracles, ce qui lui vaut d'être célébré dans une chapelle bâtie près d'un puits qui attire des pèlerins venus pour ses eaux salvatrices. Durant le Moyen Âge, Bascons est le siège de la cour dels Sers, cour de justice de la vicomté de Marsan et la réputation du château fort se renforce. La guerre de Cent Ans et les guerres de Religion mettent à mal la petite cité qui va dès lors perdre de son importance.

### Héraldique
| Blason | Blasonnement : Écartelé : au 1er d’azur à trois seaux d’argent, au 2e d’or à deux vaches de gueules, accornées, onglées et clarinées d’azur, l’une au-dessus de l’autre, au 3e d’or au lion de gueules, au 4e de gueules à deux clefs affrontées d’or ; sur le tout, d’azur à la fleur de lis d’or,. Commentaires : Devise : « bielh mes tendes hardit » (« ancien mais toujours audacieux »). |

## Politique et administration
| Période                                  | Période  | Identité           | Étiquette | Qualité                                   |
| ---------------------------------------- | -------- | ------------------ | --------- | ----------------------------------------- |
| Les données manquantes sont à compléter. |          |                    |           |                                           |
| 1995                                     | 2006     | Jean-Robert Lauron |           | Chef technicien des services vétérinaires |
| mai 2006                                 | 2014     | Claude Lespes      |           | Retraité                                  |
| 2014                                     | 2020     | Jean-Luc Sanchez   | DVG       | Technicien telécoms et réseaux            |
| 2020                                     | En cours | Nicolas Raulin     |           |                                           |

## Démographie
| 1793  | 1800  | 1806  | 1821  | 1831  | 1836  | 1841  | 1846  | 1851  |
| ----- | ----- | ----- | ----- | ----- | ----- | ----- | ----- | ----- |
| 1 642 | 1 024 | 1 067 | 1 150 | 1 150 | 1 110 | 1 033 | 1 062 | 1 032 |

| 1856  | 1861  | 1866  | 1872 | 1876 | 1881 | 1886 | 1891 | 1896 |
| ----- | ----- | ----- | ---- | ---- | ---- | ---- | ---- | ---- |
| 1 080 | 1 060 | 1 034 | 918  | 945  | 871  | 816  | 812  | 800  |

| 1901 | 1906 | 1911 | 1921 | 1926 | 1931 | 1936 | 1946 | 1954 |
| ---- | ---- | ---- | ---- | ---- | ---- | ---- | ---- | ---- |
| 782  | 760  | 712  | 617  | 635  | 582  | 578  | 537  | 563  |

| 1962 | 1968 | 1975 | 1982 | 1990 | 1999 | 2006 | 2011 | 2016 |
| ---- | ---- | ---- | ---- | ---- | ---- | ---- | ---- | ---- |
| 594  | 620  | 608  | 673  | 823  | 867  | 941  | 901  | 860  |

| 2021 | 2022 | - | - | - | - | - | - | - |
| ---- | ---- | - | - | - | - | - | - | - |
| 856  | 868  | - | - | - | - | - | - | - |

### Jumelages
Bartenheim (France), en souvenir des civils alsaciens qui ont trouvé refuge dans le village landais au début de la Seconde Guerre mondiale.

## Lieux et monuments
- Église Saint-Amand de Bascons du XIIIe siècle et reconstruite en 1626, inscrite à l'inventaire des monuments historiques le 23 septembre 1970, dotée d'un clocher-pignon triangulaire à arcades et d'une tour de guet, vestige de l'ancien château, comprenant échauguettes, meurtrières et créneaux. Elle renferme des statues de bois doré et polychrome, trois retables anciens, une chaire de style Louis XIII[10].
- Les œuvres du sculpteur Marcel Canguilhem (1895-1949), dit « Cel le Gaucher » en raison de son bras droit perdu au combat pendant la Première Guerre mondiale
- La chapelle, la source et le puits miraculeux de Saint-Amand, le saint patron de la commune. L'eau dite miraculeuse du puits permettait de soigner la pellagre qui sévissait jadis en Gascogne. La chapelle Saint-Amand est érigée sur le site du puits en 1946. Elle est surmontée d'un clocher-mur doté de trois cloches[31].
- Le fronton, érigé entre 1939 et 1945, connaît son heure de gloire avec la venue du pelotari Chiquito de Cambo. Rénové en 1994 (sol et mur), ses dimensions ont permis son homologation par la Fédération française de pelote basque[31].

### Patrimoine environnemental
Dans son palmarès 2012, le Conseil national des villes et villages fleuris de France a attribué trois fleurs à la commune au Concours des villes et villages fleuris.

## Personnalités liées à la commune
- G. Lataste (1849-1923) « le médecin des pauvres », maire de la commune de 1884 à 1903 et de 1904-1908 (stèle commémorative devant la mairie du village).

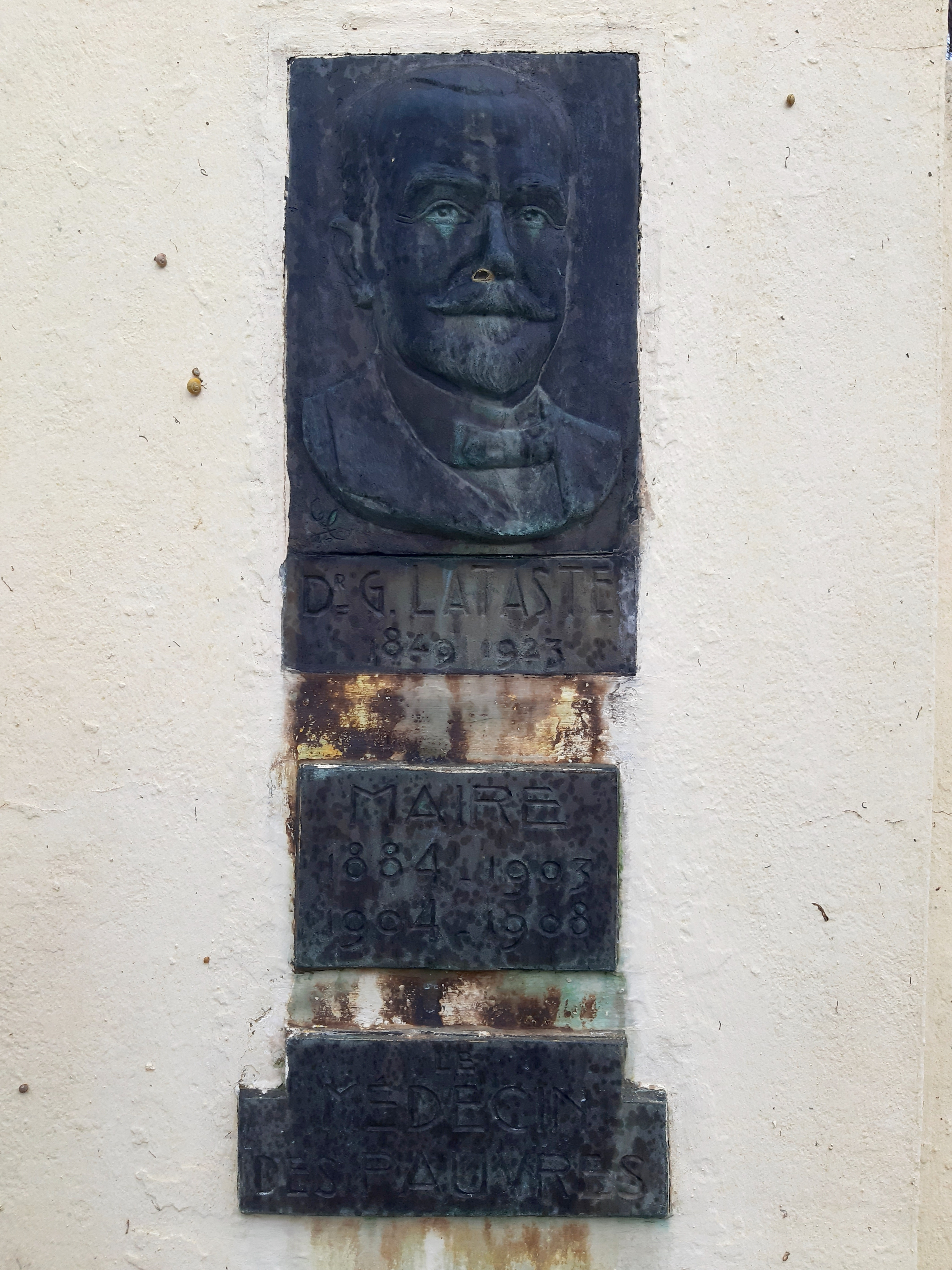
Portrait sculpté par Cel le Gaucher du Dr G Lataste
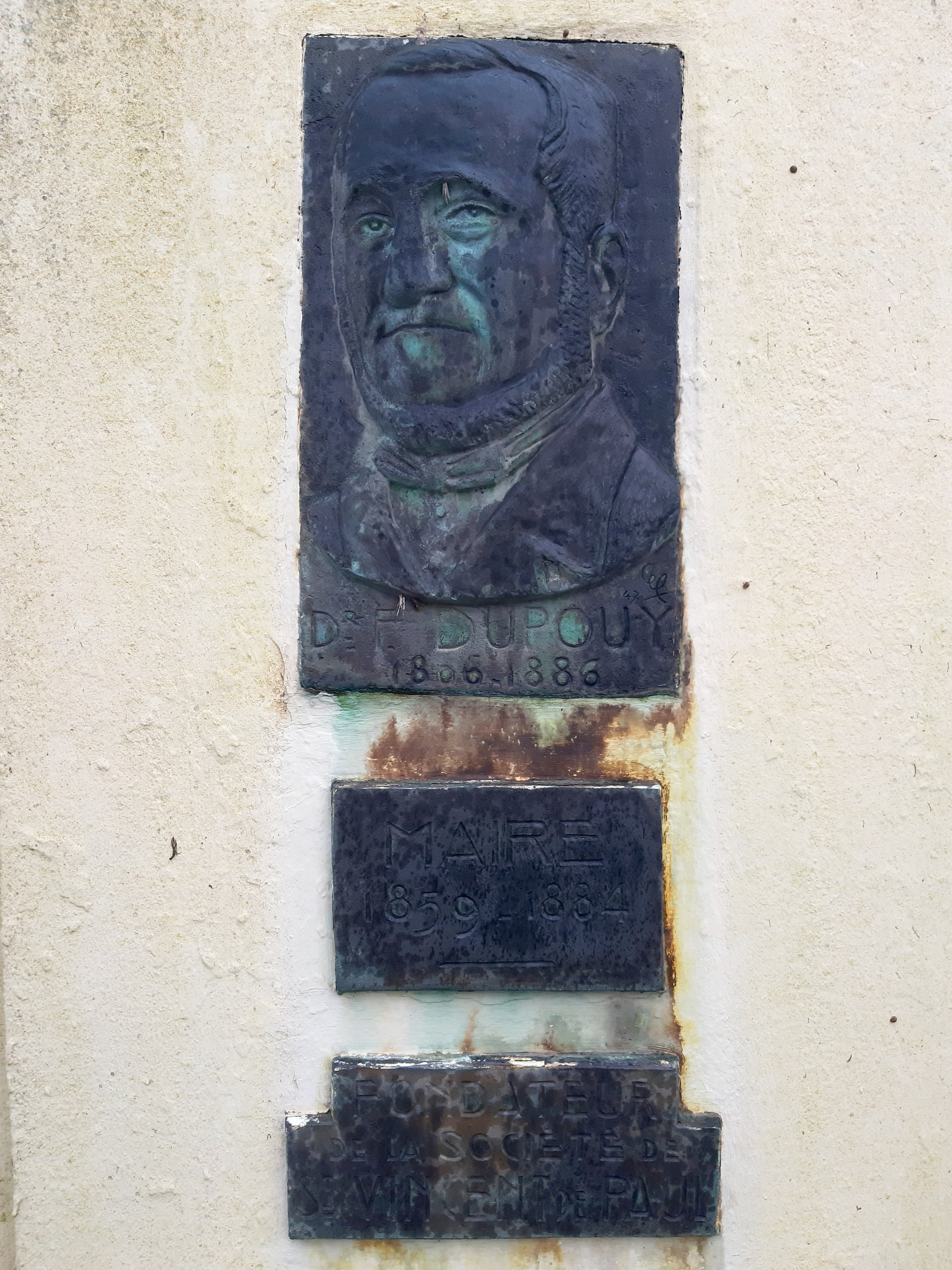
Portrait sculpté par Cel le Gaucher du Dr F Dupouy

## Vie pratique

### Culture

#### Course landaise
La tradition tauromachique est ancienne et perdure dans la commune. En témoignent au bourg les arènes Jean-de-Lahourtique, construites en 1935 et particulièrement typiques, et celles du quartier de Bostens, où se dresse la chapelle médiéval restaurée Notre-Dame-de-la-Course-Landaise, et le musée de la course landaise, placé sous l'égide de la Fédération française de la course landaise. Chaque année, pour l'Ascension, des pratiquants de la course landaise et des sympathisants se réunissent à Bascons pour une messe commémorative et une course landaise.

## Galerie

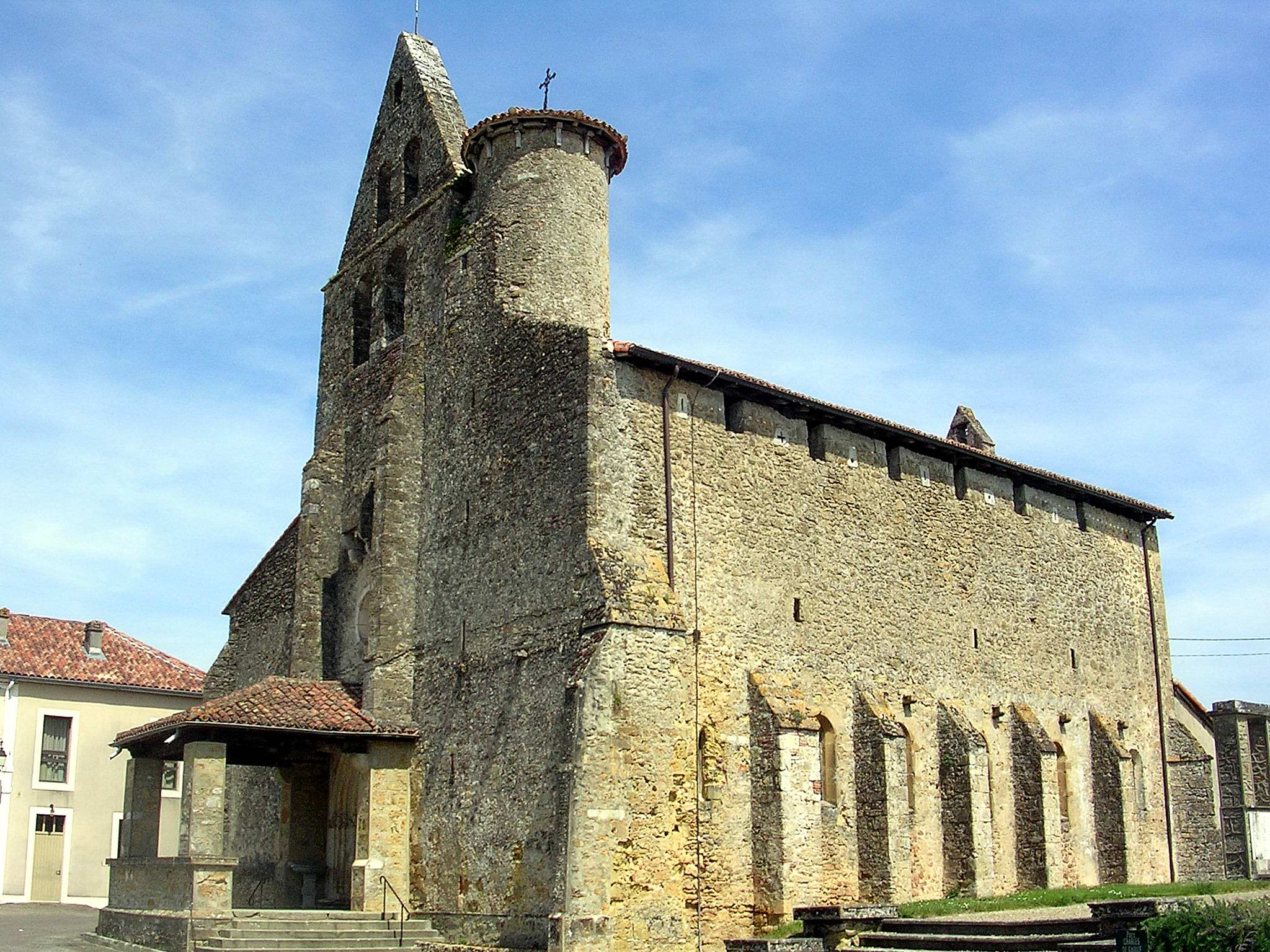
Église Saint-Amand (1626).
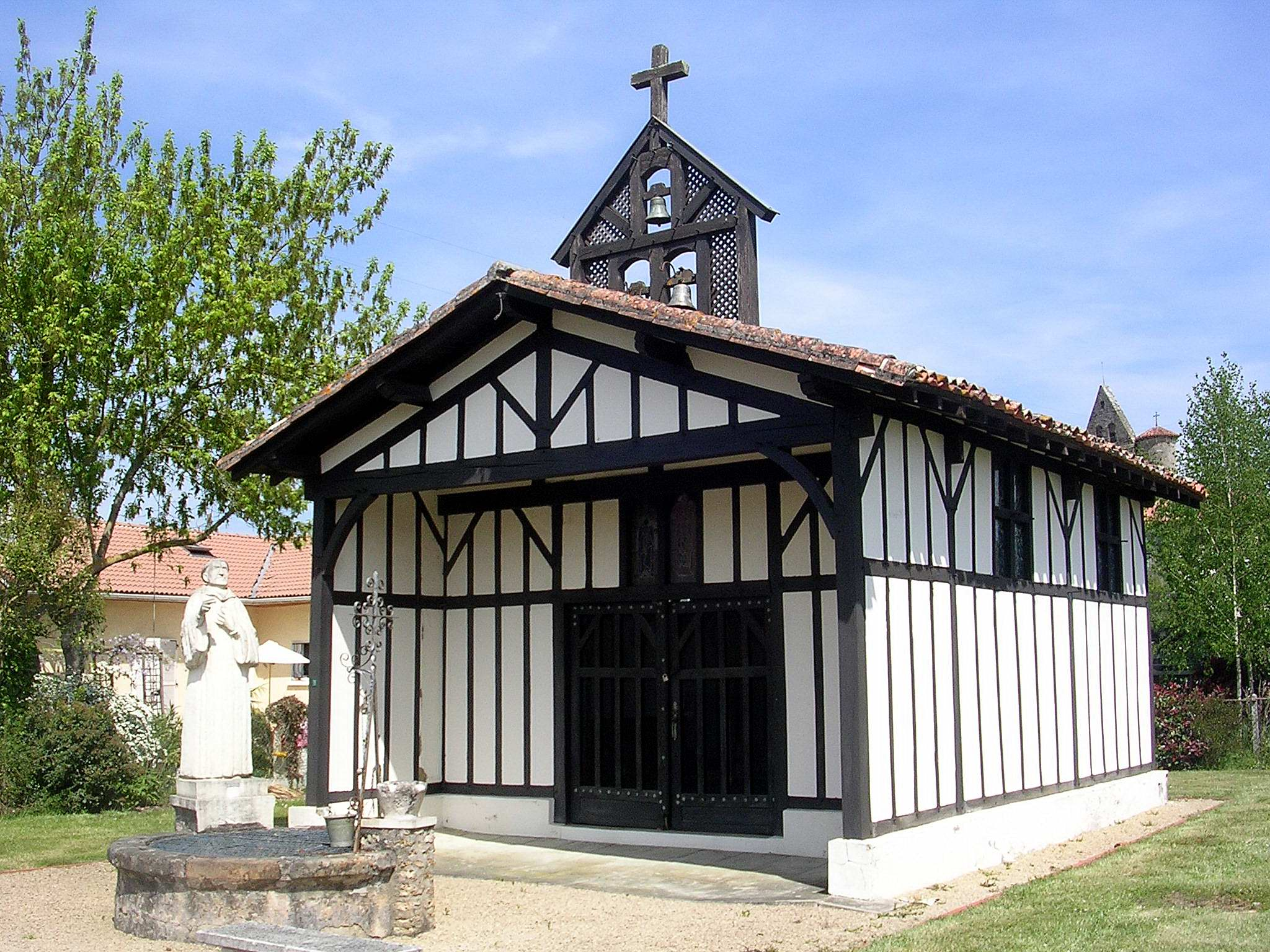
Chapelle de Saint-Amand (1946).
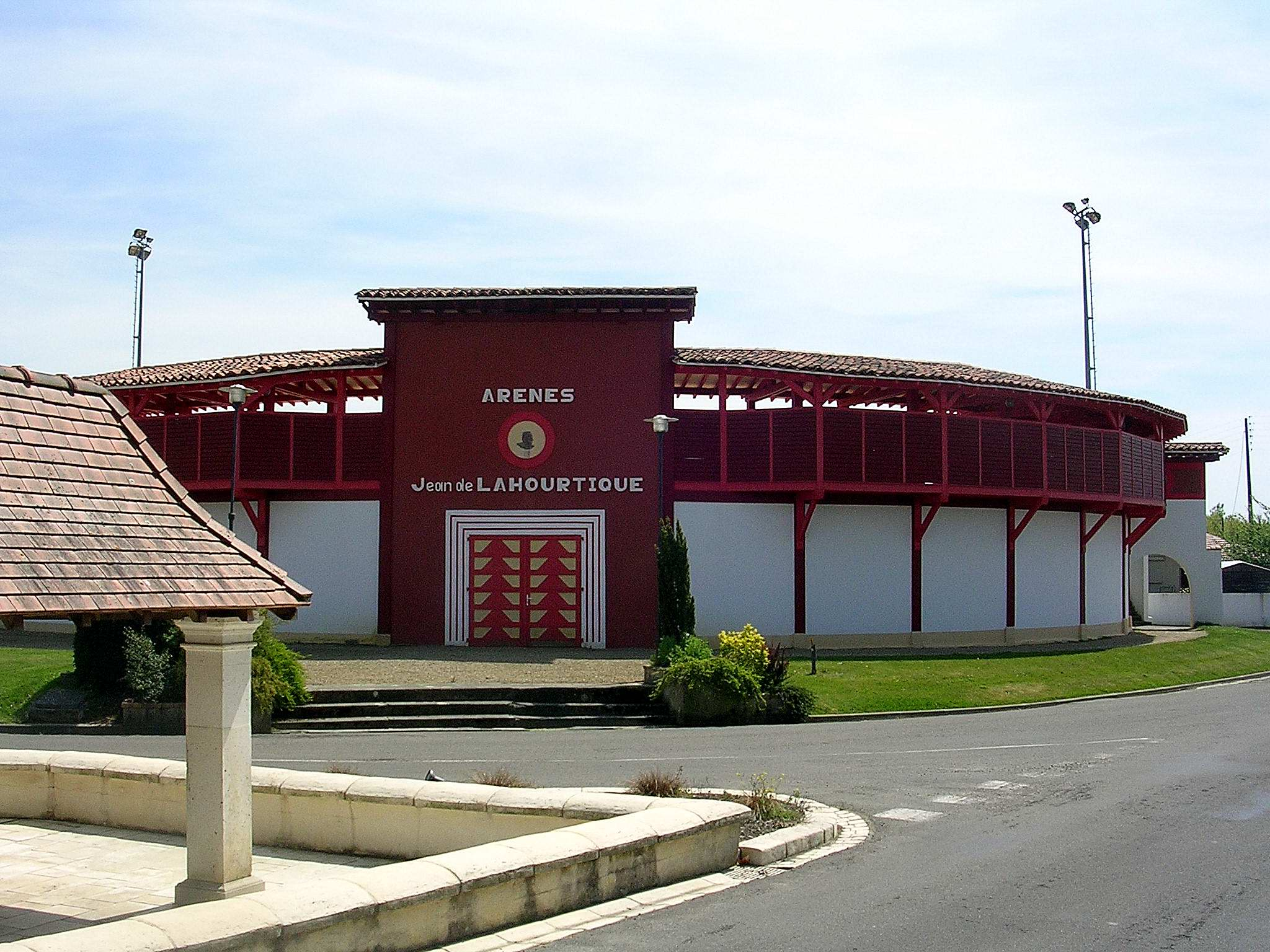
Jean-de-Lahourtique (1935).
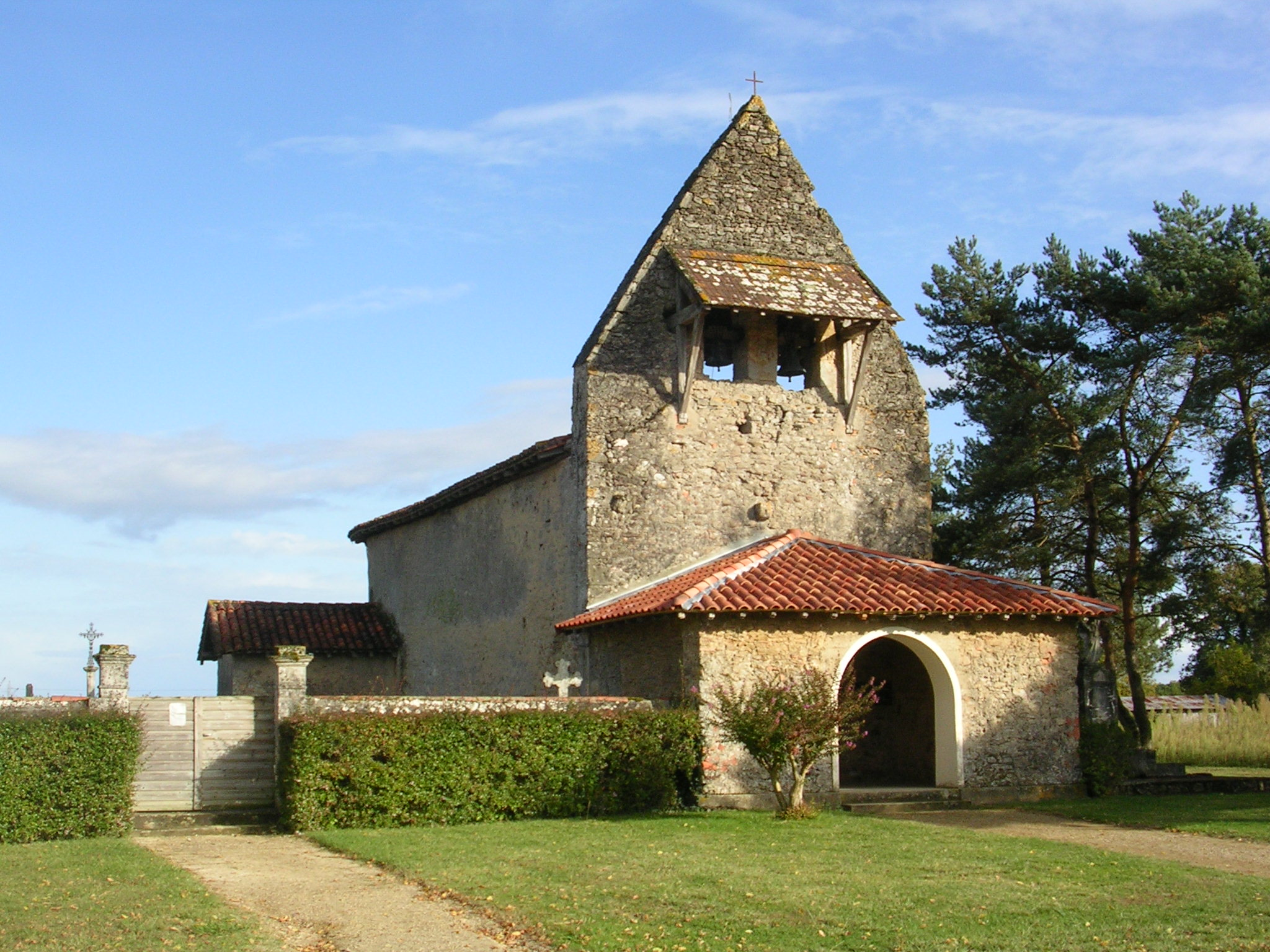
Chapelle Notre-Dame-de-la-Course-Landaise (XVe siècle).
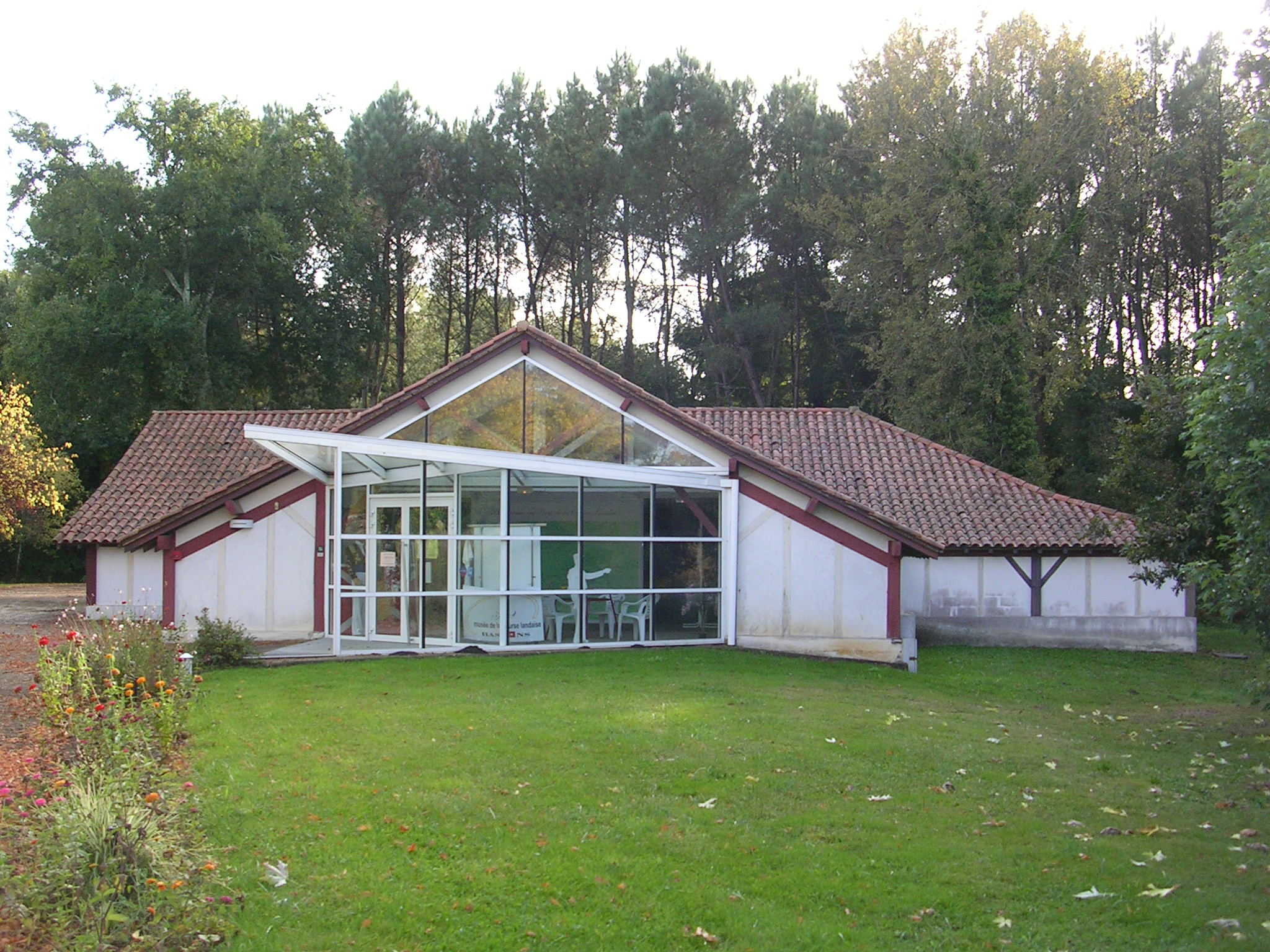
Musée de la course landaise (1973).
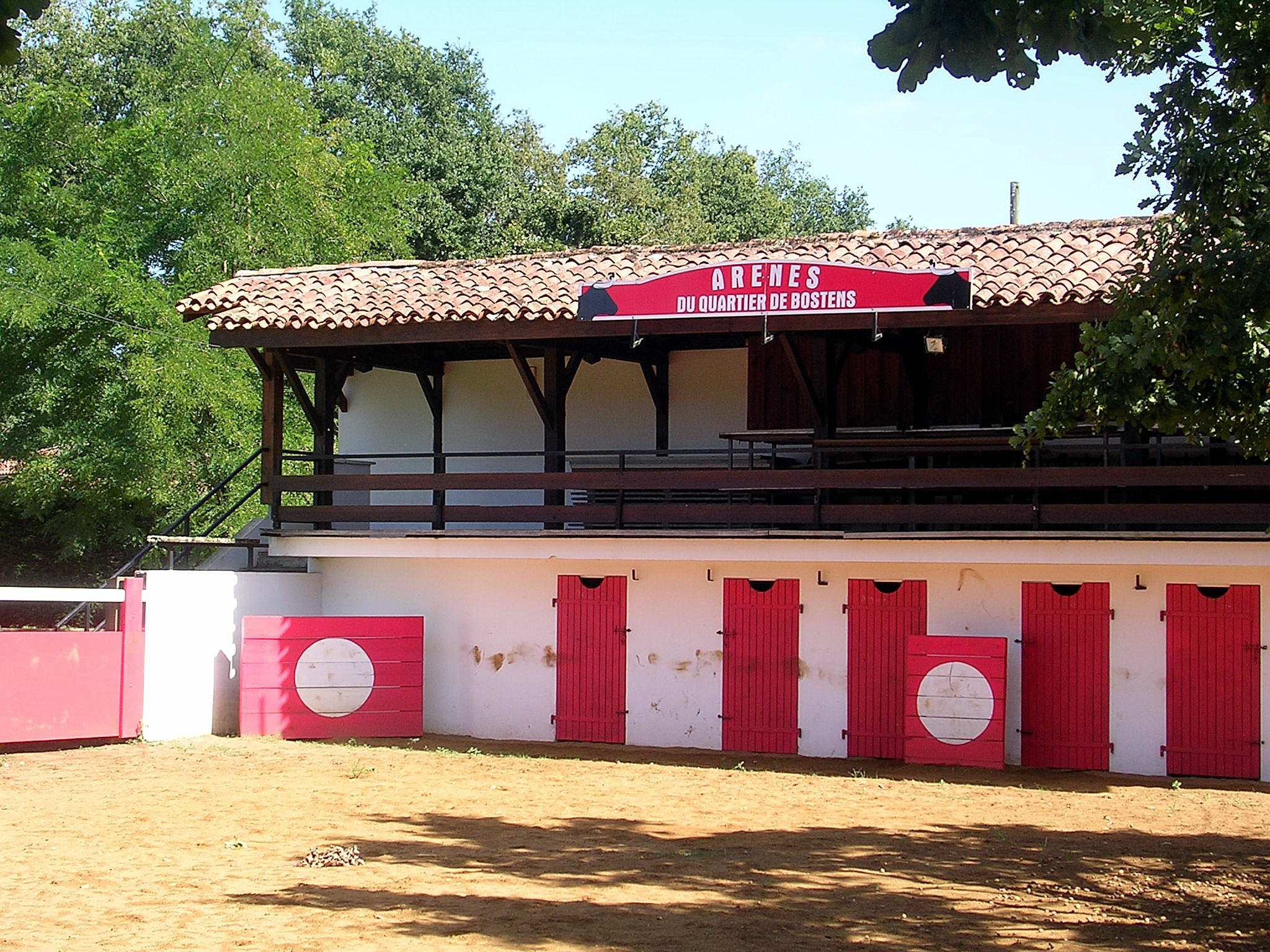
Arènes du quartier de Bostens.
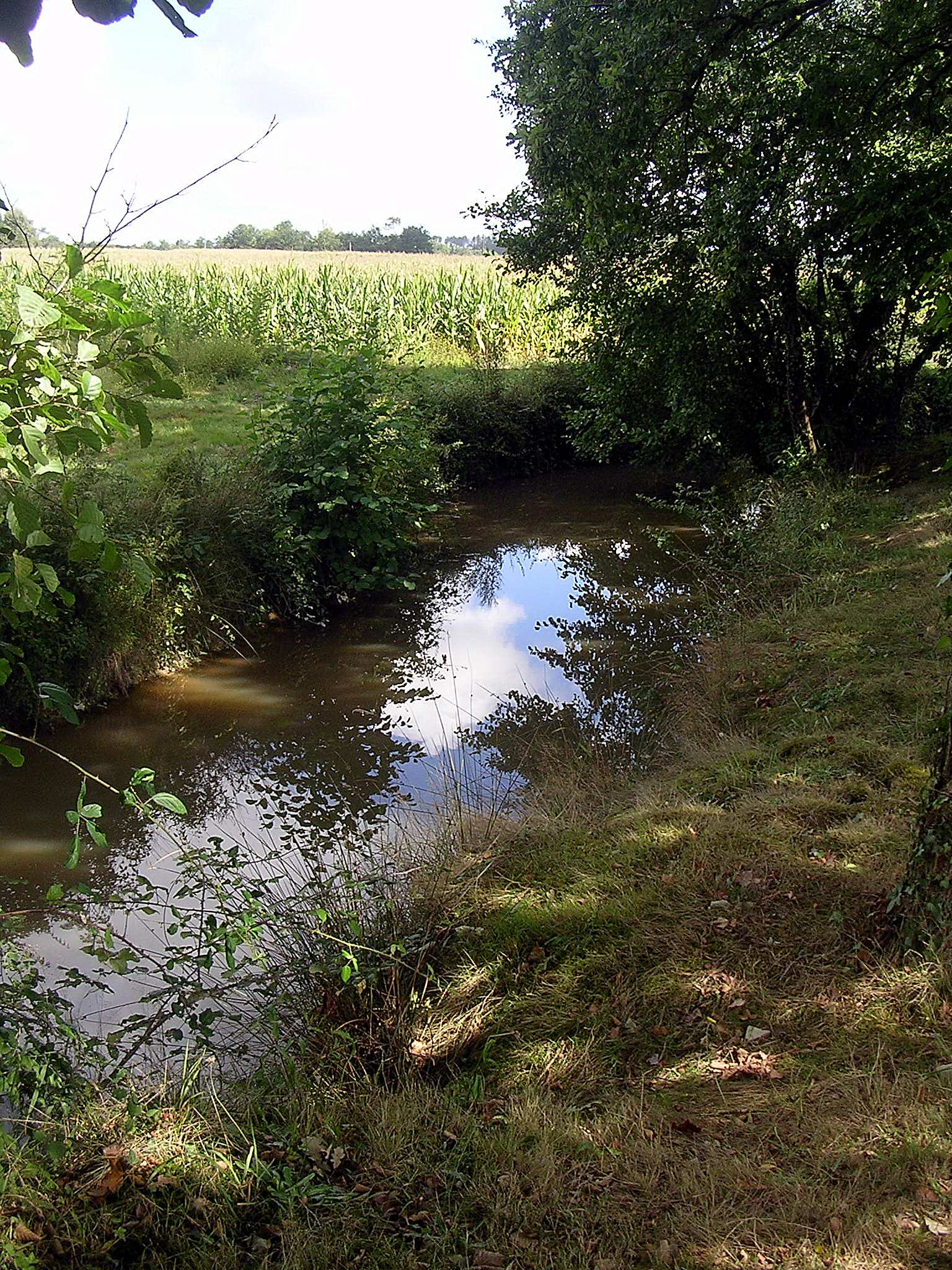
Le ruisseau des Longs à Bascons.
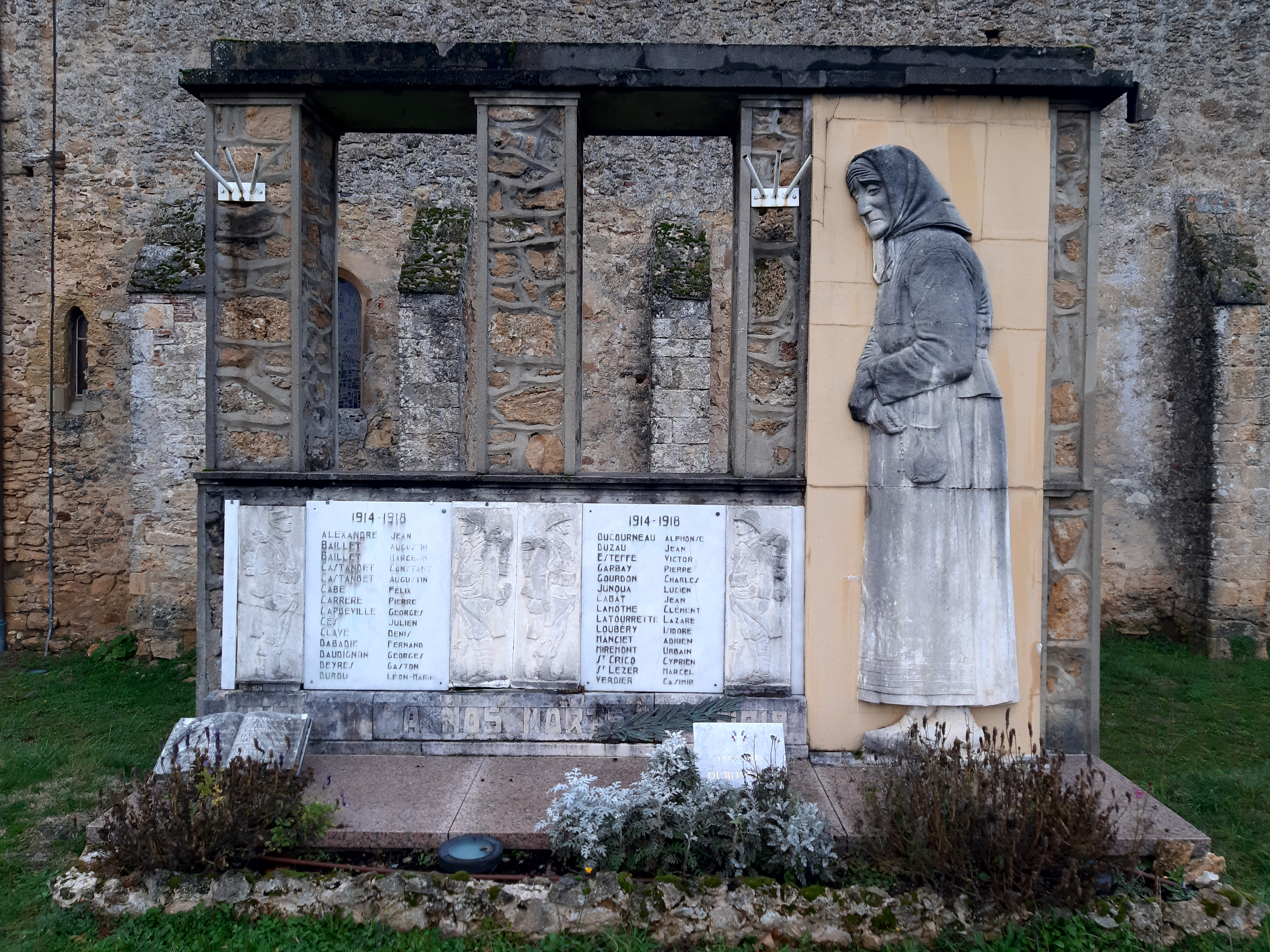
Monument aux morts de Bascons représentant une Landaise, la « Méninotte », pleurant ses enfants.